# 18 km (rejon bagrationowski)
18 km (ros. 18 км) – przystanek kolejowy w miejscowości Kandijewo, w rejonie bagrationowskim, w obwodzie królewieckim, w Rosji. Położony jest na linii Królewiec – Bagrationowsk.